# Língua maguindanao
Maguindanao ou Maguindanaon é uma língua austronésia falada pela maioria da população de Maguindanao, províncias das Filipinas. Também é falado por minorias consideráveis em diferentes partes de Mindanao, como as cidades de Zamboanga, Cidade Davao e General Santos, e nas províncias de Cotabato, Sultan Kudarat, Cotabato do Sul, Sarangani, Zamboanga do Sul, Zamboanga Sibugay, bem como na  Grande Manila . Essa foi a língua do histórico Sultanato de Maguindanao, que existiu antes e durante o período colonial espanhol de 1500 a 1888.

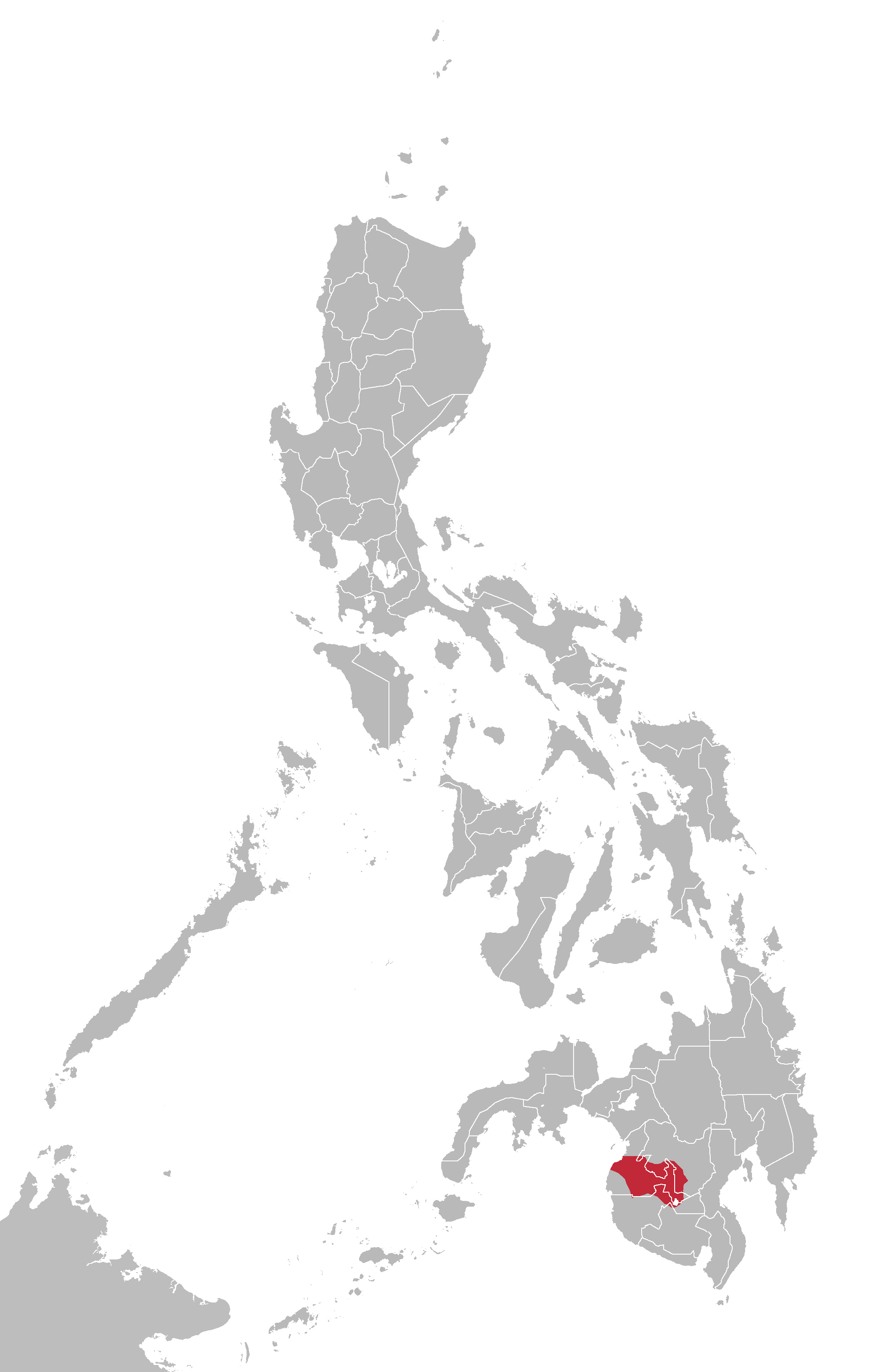
Área onde o Maguindanaon é falado

## História
A língua Maguindanao é nativa do povo Maguindanao da província do mesmo nome localizada no oeste da ilha de Mindanao, no sul das Filipinas. Era a língua do Sultanato de Maguindanao, que durou até perto do final do período colonial espanhol no final do século XIX.
Os primeiros trabalhos sobre a língua por um europeu foram realizados por Jacinto Juanmartí, um padre catalão da Companhia de Jesus que trabalhou nas Filipinas na segunda metade do século XIX. Além de uma série de obras religiosas cristãs na língua, como uma "história sagrada" bilíngue em espanhol-Maguindanao, com uma pequena lista de palavras, em 1888, em que Maguindanao foi escrito em caracteres árabes e no alfabeto latino Juanmartí também publicou um dicionário Maguindanao – Espanhol / Espanhol – Maguindanao e gramática de referência em 1892. Pouco depois que a soberania sobre as Filipinas foi  pelo Tratado de Paris (1898) (transferida da Espanha para os Estados Unidos em 1898 como resultado da Guerra Hispano-Americana, a administração americana começou a publicar uma série de obras sobre a língua em inglês, como uma breve cartilha e vocabulário em 1903, and a translation of Juanmartí's reference grammar into English in 1906.
Desde então, várias obras sobre e na língua foram publicadas por autores locais e estrangeiros.

## Escrita
A língua usa uma forma do alfabeto latino sem as letras O; C, F, Q, V, X; usa-seNg

## Fonologia

### Consoantes
|             |             | Labial | Alveolar | Palatal | Velar | Glotal |
| ----------- | ----------- | ------ | -------- | ------- | ----- | ------ |
| Oclusiva    | surda       | p      | t        |         | k     |        |
| Oclusiva    | sonora      | b      | d        |         | ɡ     |        |
| Nasal       | Nasal       | m      | n        |         | ŋ     |        |
| Fricativa   | Fricativa   |        | s        |         |       | h      |
| Rótica      | Rótica      |        | ɾ ~ r    |         |       |        |
| Lateral     | Lateral     |        | l        |         |       |        |
| Aproximante | Aproximante | w      |          | j       |       |        |

Outros sons consonantais  / ʒ, z / também são usados, mas apenas como resultado de empréstimos em do árabe.

### Vogais
|         | Anterior | Central | Posterior |
| ------- | -------- | ------- | --------- |
| Fechada | i        |         | u         |
| Medial  |          | ə       |           |
| Aberta  |          | a       |           |

## Ligaçãoes externas
- Maguindanao at Wiktionary
- Bansa.org Maguindanao Dictionary
- SEAlang Library Maguindanao Resources
- Maguindanao em Ethnologue
- Maguindanao em Quod.Lib
- Maguindanao em Zorc.net
- Maguindanao em Books.Google
- Maguindanao em Sealang
- Maguindanao em Omniglot.com